# Johan Porsberger
Hans Johan Porsberger (* 20. Juni 1993 in Östersund) ist ein schwedischer Eishockeyspieler, der seit August 2025 bei den Fife Flyers aus der britischen Elite Ice Hockey League (EIHL) unter Vertrag steht und dort auf der Position des rechten Flügelstürmers spielt. Zuvor war Porsberger hauptsächlich in seiner schwedischen Heimat aktiv, wo er über 350 Spiele in der zweitklassigen HockeyAllsvenskan absolvierte und mit Leksands IF zweimal in die Svenska Hockeyligan (SHL) aufstieg. Zudem verbrachte er vier Jahre für die Dresdner Eislöwen in der DEL2.

## Karriere

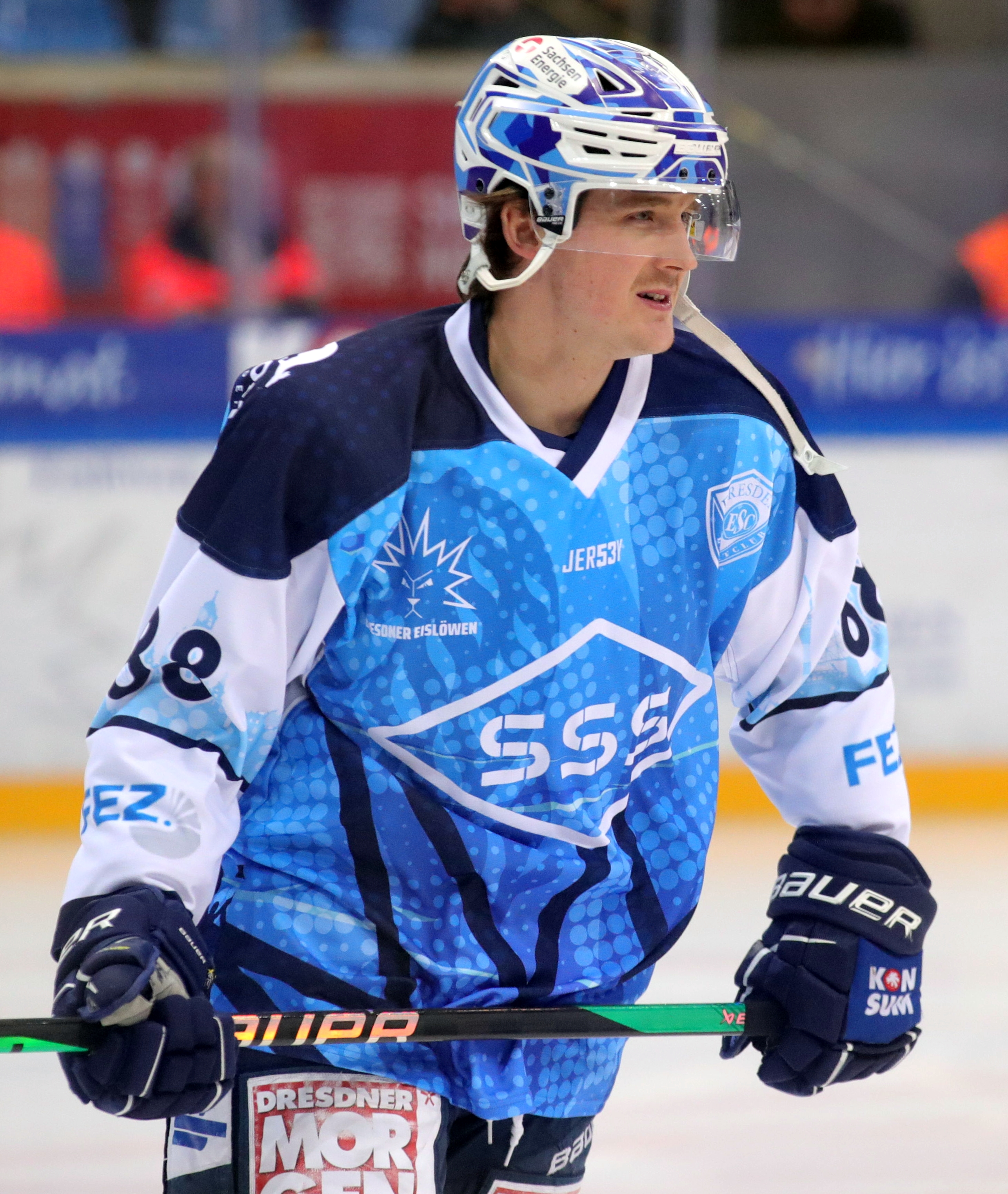
Porsberger im Trikot der Dresdner Eislöwen (2024)

Johan Porsberger wurde in Östersund geboren, wuchs in Luleå auf und begann mit dem Eishockeysport beim Vorortclub Rutviks SK. Im Juniorenalter wechselte er in den Nachwuchs von Luleå HF und durchlief dort die U16-, U18- und U20-Mannschaften. Während der Saison 2012/13 debütierte er für die Profimannschaft seines Klubs in der damaligen Elitserien, mit der er am Saisonende Vizemeister wurde. Den Großteil der Spielzeit verbrachte der Stürmer jedoch auf Leihbasis beim Asplöven HC in der zweitklassigen HockeyAllsvenskan.
Zur Saison 2013/14 verließ der Angreifer seinen Ausbildungsverein aus Luleå und wechselte zum Timrå IK in die Allsvenskan. Er blieb dort allerdings nur bis zum Dezember 2013 angestellt, ehe er zum Ligakonkurrenten Asplöven HC wechselte. Dort beendete er das Spieljahr und blieb dem Klub noch weitere eineinhalb Jahre treu. Der Durchbruch gelang Johan Porsberger, als er Mitte der Saison 2015/16 innerhalb der Liga zu Leksands IF wechselte, nachdem er 18 Spiele für den Asplöven HC in derselben Saison absolviert hatte. Der Flügelstürmer erzielte in den folgenden 30 Saisonspielen insgesamt 21 Scorerpunkte, darunter zwölf Tore, für den Verein. Zum Zeitpunkt seiner Verpflichtung lag der Verein in der Tabelle der HockeyAllsvenskan weit unten, am Ende der Saison schaffte Porsberger mit Leksands den Aufstieg in die Svenska Hockeyligan (SHL). Nach einem Jahr in der höchsten Spielklasse stieg der Klub wieder in die Allsvenskan ab. Am Ende der Saison 2018/19 schaffte Porsberger mit Leksands erneut den Aufstieg in die erste Liga.
Nach diesem Erfolg erhielt er jedoch keinen neuen Vertrag, verließ den Klub und wechselte innerhalb der zweiten Liga zu AIK Ishockey aus Solna, einem Vorort von Stockholm. Im Sommer 2020 entschloss er sich, Schweden zu verlassen und wurde von den Graz 99ers aus der ICE Hockey League verpflichtet. Zu diesem Zeitpunkt hatte Porsberger in der Allsvenskan über 350 Spiele bestritten. Nach einem Jahr in Österreich mit 27 Scorerpunkte in 48 Saisonspielen wechselte der Schwede im Sommer 2021 zu den Dresdner Eislöwen in die DEL2. Mit den Dresdnern gelang ihm im Frühjahr 2025 der Gewinn der Meisterschaft der DEL2, der gleichbedeutend mit dem Aufstieg in die Deutsche Eishockey Liga (DEL) war.
Die erste Spielzeit des Klubs beging der Schwede jedoch nicht, da er nach der Saison 2024/25 keinen neuen Vertrag erhielt. Im August 2025 schloss Porsberger sich daher dem schottischen Klub Fife Flyers aus der britischen Elite Ice Hockey League (EIHL) an.

### International
Zwischen 2009 und 2011 bestritt Porsberger mehrere Länderspiele für die schwedische U17- und U18-Nationalmannschaft, unter anderem bei der World U-17 Hockey Challenge 2010, bei der er ein Tor erzielte und mit den schwedischen Junioren den dritten Platz belegte.

## Erfolge und Auszeichnungen
- 2013 Schwedischer Vizemeister mit Luleå HF
- 2016 Aufstieg in die Svenska Hockeyligan mit dem Leksands IF
- 2019 Aufstieg in die Svenska Hockeyligan mit dem Leksands IF
- 2025 DEL2-Meister und Aufstieg in die DEL mit den Dresdner Eislöwen

### International
- 2010 Bronzemedaille bei der World U-17 Hockey Challenge

## Karrierestatistik
Stand: Ende der Saison 2024/25

### International
Vertrat Schweden bei:
- World U-17 Hockey Challenge 2010

(Legende zur Spielerstatistik: Sp oder GP = absolvierte Spiele; T oder G = erzielte Tore; V oder A = erzielte Assists; Pkt oder Pts = erzielte Scorerpunkte; SM oder PIM = erhaltene Strafminuten; +/− = Plus/Minus-Bilanz; PP = erzielte Überzahltore; SH = erzielte Unterzahltore; GW = erzielte Siegtore; 1 Play-downs/Relegation; Kursiv: Statistik nicht vollständig)